# Hugo Ernesto Pérez
Hugo Ernesto Pérez Granados (Departament de Morazán, 8 de novembre de 1963) és un ex-futbolista i entrenador estatunidenc, d'origen salvadorenc, de la dècada de 1980. Fou 73 cops internacional amb la selecció dels Estats Units, amb la qual participà en els Jocs Olímpics de 1984 i al Mundial de 1994. Pel que fa a clubs, destacà a Los Angeles Aztecs de la NASL, Tampa Bay Rowdies, San Diego Sockers, Los Angeles Heat de la Western Soccer Alliance, Red Star Paris i Örgryte IS entre d'altres.
Un cop retirat fou entrenador:
- 2002-2005: University of San Francisco (assistent)
- 2007: California Victory (assistent)
- 2012-2013: Estats Units U14
- 2012-2014: Estats Units U15
- 2015:  El Salvador (assistent)
- 2016:  El Salvador (assistent)

És oncle del futbolista Joshua Pérez.